# Presiano II da Bulgária
Presiano II (em búlgaro: Пресиян; romaniz.: Presian), Presiam II (em grego medieval: Πρεσιάμ; romaniz.: Presiám) ou Persiano II (em grego medieval: Περσιανος; romaniz.: Persianos) foi o último imperador da Bulgária em 1018. Reinou por um breve período depois da morte de seu pai, João Vladislau, em fevereiro de 1018. É provável que ele tenha nascido por volta de 996/997 e morrido em 1060/1061, no exílio. Ele era o herdeiro legítimo e indiscutível do trono da Bulgária em 1018 e liderou a resistência à conquista bizantina, mas seu reinado foi efêmero e muito restrito, motivo pelo qual ele nem sequer aparece na maioria das listas de monarcas búlgaros.

## História
Presiano II era o filho mais velho de João Vladislau com sua esposa Maria. Depois da morte do pai, durante o cerco de Dirráquio em fevereiro de 1018, o imperador bizantino Basílio II Bulgaróctono (r. 976–1025) invadiu novamente a Bulgária e rapidamente conseguiu que a maioria da nobreza se rendesse, incluindo a viúva de João, a imperatriz Maria, e o patriarca da Bulgária.
Apesar da capital, Ócrida, ter também se rendido, parte da nobreza e do exército se juntaram sob a bandeira de Presiano II como sucessor do pai. Ele e os irmãos, Arão e Alusiano, lideraram uma obstinada resistência à conquista bizantina a partir do Monte Tomor, no território da moderna Albânia, durante um bloqueio bizantino de longa duração em 1018. No final, Presiano II e os irmãos foram forçados a se render e foram integrados à nobreza bizantina em Constantinopla. Presiano recebeu o título de magistro assim como havia ocorrido com o último imperador búlgaro deposto pelos bizantinos, Bóris II.
Uma década depois, no final dos anos 1020, Presiano se envolveu numa conspiração liderada pelo marido de sua irmã, Romano Curcuas, contra o imperador Constantino VIII. De volta do exílio depois da ascensão de Romano III Argiro em 1028, Presiano foi novamente implicado num complô juntamente com Maria. Desta vez, pretendia se casar com Teodora, uma das filhas de Constantino, e usurpar o trono. O plano foi descoberto e Presiano foi cegado e tonsurado como monge em 1030. Seu destino depois disto é desconhecido, mas a lápide de um tal "príncipe Presiano" foi encontrada em Michalovce, na Eslováquia (na época, parte do Reino da Hungria), pode indicar que ele teria se mudado para terras húngaras e morrido lá por volta de 1060/1061.